# Alfred Rossner
Alfred Rossner (1906-1943) fue un empresario alemán de la industria textil que protegió a sus empleados de origen judío del gueto de Będzin de ser deportados a los campos de exterminio hasta que fue detenido y ejecutado por las gestapo en 1943. Desde 1995, Rossner es reconocido como Justo entre las Naciones.

## Vida
Rossner nació en 1906 en el pueblo de Oelsnitz. En su juventud, fue miembro del partido socialista y nunca se afilió al partido nazi. Trabajó como empleado administrativo de una fábrica textil propiedad de un empresario judío. Se forjó una buena reputación en la industria.
En 1939 los nazis lo pusieron a cargo de una serie de talleres para la fabricación de uniformes en la ciudad de Będzin y estuvo a cargo de cerca de 10.000 trabajadores judíos del gueto de la ciudad.
Rossner siempre mostró una actitud compasiva hacia sus empleados y siempre buscó protegerlos.
Aprendió idish para poder comunicarse mejor y hasta se lo vio recorrer las calles del gueto en un carro tirado por un caballo llamado a los judíos a que desoyeran las órdenes de la judenrat para que se presentaran a ser deportados.
Rossner fue arrestado por la gestapo en diciembre de 1943 y ejecutado en prisión en la horca un mes después.